# Оскар (кинопремия, 1969)
41-я церемония вручения наград премии «Оскар» за заслуги в области кинематографа за 1968 год состоялась 14 апреля 1969 года в Dorothy Chandler Pavilion (Лос-Анджелес, Калифорния).
Награды в категории «Лучшая женская роль» в этом году были удостоены сразу две актрисы — Кэтрин Хепбёрн и Барбра Стрейзанд за роли в картинах «Лев зимой» и «Смешная девчонка» соответственно.

## Фильмы, получившие несколько номинаций
| Фильм                                                      | номинации | награды |
| ---------------------------------------------------------- | --------- | ------- |
| • Оливер! / Oliver!                                        | 11        | 5 + 1   |
| • Смешная девчонка / Funny Girl                            | 8         | 1       |
| • Лев зимой / The Lion in Winter                           | 7         | 3       |
| • Звезда! / Star!                                          | 7         | 0       |
| • Ромео и Джульетта / Romeo and Juliet                     | 4         | 2       |
| • Космическая одиссея 2001 года / 2001: A Space Odyssey    | 4         | 1       |
| • Рэйчел, Рэйчел / Rachel, Rachel                          | 4         | 0       |
| • Лица / Faces                                             | 3         | 0       |
| • Планета обезьян / Planet of the Apes                     | 2         | 0 + 1   |
| • Если бы не розы / The Subject Was Roses                  | 2         | 1       |
| • Продюсеры (Весна для Гитлера) / The Producers            | 2         | 1       |
| • Ребёнок Розмари / Rosemary’s Baby                        | 2         | 1       |
| • Война и мир                                              | 2         | 1       |
| • Афера Томаса Крауна / The Thomas Crown Affair            | 2         | 1       |
| • Буллит / Bullitt                                         | 2         | 1       |
| • Битва за Алжир / La battaglia di Algeri                  | 2         | 0       |
| • Сердце — одинокий охотник / The Heart Is a Lonely Hunter | 2         | 0       |
| • Странная парочка / The Odd Couple                        | 2         | 0       |
| • Башмаки рыбака / The Shoes of the Fisherman              | 2         | 0       |
| • Радуга Финиана / Finian’s Rainbow                        | 2         | 0       |
| • Полярная станция «Зебра» / Ice Station Zebra             | 2         | 0       |

## Список лауреатов и номинантов
★ Победители выделены отдельным цветом. 

### Основные категории
| Категории                                                  | Лауреаты и номинанты | Лауреаты и номинанты                                               | Лауреаты и номинанты                                         |
| ---------------------------------------------------------- | --- | ------------------------------------------------------------------ | ------------------------------------------------------------ |
| Лучший фильм                                               | ★ Оливер! / Oliver! (продюсер: Джон Вулф)                                                                                      | ★ Оливер! / Oliver! (продюсер: Джон Вулф)                          | ★ Оливер! / Oliver! (продюсер: Джон Вулф)                    |
| Лучший фильм                                               | • Смешная девчонка / Funny Girl (продюсер: Рэй Старк)                                                                          |                                                                    |                                                              |
| Лучший фильм                                               | • Лев зимой / The Lion in Winter (продюсер: Мартин Полл)                                                                       |                                                                    |                                                              |
| Лучший фильм                                               | • Рэйчел, Рэйчел / Rachel, Rachel (продюсер: Пол Ньюман)                                                                       |                                                                    |                                                              |
| Лучший фильм                                               | • Ромео и Джульетта / Romeo and Juliet (продюсеры: Энтони Хейвлок-Аллан и Джон Брейборн)                                       |                                                                    |                                                              |
| Лучший режиссёр                                            | ★ Кэрол Рид за фильм «Оливер!»                                                                                                 | ★ Кэрол Рид за фильм «Оливер!»                                     | ★ Кэрол Рид за фильм «Оливер!»                               |
| Лучший режиссёр                                            | • Джилло Понтекорво — «Битва за Алжир»                                                                                         |                                                                    |                                                              |
| Лучший режиссёр                                            | • Энтони Харви — «Лев зимой»                                                                                                   |                                                                    |                                                              |
| Лучший режиссёр                                            | • Франко Дзеффирелли — «Ромео и Джульетта»                                                                                     |                                                                    |                                                              |
| Лучший режиссёр                                            | • Стэнли Кубрик — «Космическая одиссея 2001 года»                                                                              |                                                                    |                                                              |
| Лучшая мужская роль                                        | Клифф Робертсон | ★ Клифф Робертсон — «Чарли» (за роль Чарли Гордона)                | ★ Клифф Робертсон — «Чарли» (за роль Чарли Гордона)          |
| Лучшая мужская роль                                        | Клифф Робертсон | • Алан Аркин — «Сердце — одинокий охотник» (за роль Джона Сингера) |                                                              |
| Лучшая мужская роль                                        | Клифф Робертсон | • Алан Бейтс — «Посредник» (за роль Якова Бока)                    |                                                              |
| Лучшая мужская роль                                        | Клифф Робертсон | • Рон Муди — «Оливер!» (за роль Феджина)                           |                                                              |
| Лучшая мужская роль                                        | Клифф Робертсон | • Питер О’Тул — «Лев зимой» (за роль короля Англии Генриха II)     |                                                              |
| Лучшая женская роль                                        | Кэтрин Хепбёрн | ★ Кэтрин Хепбёрн — «Лев зимой» (за роль Алиеноры Аквитанской)      | Барбра Стрейзанд                                             |
| Лучшая женская роль                                        | Кэтрин Хепбёрн | ★ Барбра Стрейзанд — «Смешная девчонка» (за роль Фанни Брайс)      | Барбра Стрейзанд                                             |
| Лучшая женская роль                                        | Кэтрин Хепбёрн | • Патриция Нил — «Если бы не розы» (за роль Нетти Клири)           | Барбра Стрейзанд                                             |
| Лучшая женская роль                                        | Кэтрин Хепбёрн | • Ванесса Редгрейв — «Айседора» (за роль Айседоры Дункан)          | Барбра Стрейзанд                                             |
| Лучшая женская роль                                        | Кэтрин Хепбёрн | • Джоан Вудвард — «Рэйчел, Рэйчел» (за роль Рэйчел Кэмерон)        | Барбра Стрейзанд                                             |
| Лучшая мужская роль второго плана                          | Джек Альбертсон | ★ Джек Альбертсон — «Если бы не розы» (за роль Джона Клири)        | ★ Джек Альбертсон — «Если бы не розы» (за роль Джона Клири)  |
| Лучшая мужская роль второго плана                          | Джек Альбертсон | • Сеймур Кэссел — «Лица» (за роль Чета)                            |                                                              |
| Лучшая мужская роль второго плана                          | Джек Альбертсон | • Дэниел Мэсси — «Звезда!» (за роль Ноэла Кауарда)                 |                                                              |
| Лучшая мужская роль второго плана                          | Джек Альбертсон | • Джек Уайлд — «Оливер!» (за роль «Ловкого Плута»)                 |                                                              |
| Лучшая мужская роль второго плана                          | Джек Альбертсон | • Джин Уайлдер — «Продюсеры» (за роль Лео Блума)                   |                                                              |
| Лучшая женская роль второго плана                          | | ★ Рут Гордон — «Ребёнок Розмари» (за роль Минни Кастевет)          | ★ Рут Гордон — «Ребёнок Розмари» (за роль Минни Кастевет)    |
| Лучшая женская роль второго плана                          | • Линн Карлин — «Лица» (за роль Марии Форст)                                                                                   |                                                                    |                                                              |
| Лучшая женская роль второго плана                          | • Сондра Локк — «Сердце — одинокий охотник» (за роль Мик Келли)                                                                |                                                                    |                                                              |
| Лучшая женская роль второго плана                          | • Кэй Медфорд — «Смешная девчонка» (за роль Роуз Брайс)                                                                        |                                                                    |                                                              |
| Лучшая женская роль второго плана                          | • Эстель Парсонс — «Рэйчел, Рэйчел» (за роль Каллы Мэкки)                                                                      |                                                                    |                                                              |
| Лучший сценарий, созданный непосредственно для экранизации | | ★ Мел Брукс за сценарий к фильму «Продюсеры»                       | ★ Мел Брукс за сценарий к фильму «Продюсеры»                 |
| Лучший сценарий, созданный непосредственно для экранизации | • Франко Салинас и Джилло Понтекорво — «Битва за Алжир»                                                                        |                                                                    |                                                              |
| Лучший сценарий, созданный непосредственно для экранизации | • Джон Кассаветис — «Лица» |                                                                    |                                                              |
| Лучший сценарий, созданный непосредственно для экранизации | • Айра Уоллах и Питер Устинов — «Горячие миллионы»                                                                             |                                                                    |                                                              |
| Лучший сценарий, созданный непосредственно для экранизации | • Стэнли Кубрик и Артур Кларк — «Космическая одиссея 2001 года»                                                                |                                                                    |                                                              |
| Лучший адаптированный сценарий                             | ★ Джеймс Голдмен — «Лев зимой» (по одноимённой пьесе автора)                                                                   | ★ Джеймс Голдмен — «Лев зимой» (по одноимённой пьесе автора)       | ★ Джеймс Голдмен — «Лев зимой» (по одноимённой пьесе автора) |
| Лучший адаптированный сценарий                             | • Нил Саймон — «Странная парочка» (по одноимённой пьесе автора)                                                                |                                                                    |                                                              |
| Лучший адаптированный сценарий                             | • Вернон Харрис — «Оливер!» (по одноимённому мюзиклу Лайонела Барта и по роману Чарльза Диккенса «Приключения Оливера Твиста») |                                                                    |                                                              |
| Лучший адаптированный сценарий                             | • Стюарт Штерн — «Рэйчел, Рэйчел» (по роману Маргарет Лоренс «A Jest of God»)                                                  |                                                                    |                                                              |
| Лучший адаптированный сценарий                             | • Роман Полански — «Ребёнок Розмари» (по одноимённому роману Айры Левина)                                                      |                                                                    |                                                              |
| Лучший фильм на иностранном языке                          | ★ Война и мир (СССР) реж. Сергей Бондарчук                                                                                     | ★ Война и мир (СССР) реж. Сергей Бондарчук                         | ★ Война и мир (СССР) реж. Сергей Бондарчук                   |
| Лучший фильм на иностранном языке                          | • Мальчишки с улицы Пал / A Pál utcai fiúk (Венгрия) реж. Золтан Фабри                                                         |                                                                    |                                                              |
| Лучший фильм на иностранном языке                          | • Бал пожарных / Horí, má panenko (Чехословакия) реж. Милош Форман                                                             |                                                                    |                                                              |
| Лучший фильм на иностранном языке                          | • Не промахнись, Ассунта! (Девушка с пистолетом) / La ragazza con la pistola (Италия) реж. Марио Моничелли                     |                                                                    |                                                              |
| Лучший фильм на иностранном языке                          | • Украденные поцелуи / Baisers volés (Франция) реж. Франсуа Трюффо                                                             |                                                                    |                                                              |

### Другие категории
| Категории                                                 | Лауреаты и номинанты                                                                                             | Лауреаты и номинанты                                                                                             |
| --------------------------------------------------------- | --- | --- |
| Лучшая музыка: Оригинальный саундтрек                     | Джон Барри | ★ Джон Барри — «Лев зимой»                                                                                       |
| Лучшая музыка: Оригинальный саундтрек                     | Джон Барри | • Лало Шифрин — «Лис»                                                                                            |
| Лучшая музыка: Оригинальный саундтрек                     | Джон Барри | • Джерри Голдсмит — «Планета обезьян»                                                                            |
| Лучшая музыка: Оригинальный саундтрек                     | Джон Барри | • Алекс Норт — «Башмаки рыбака»                                                                                  |
| Лучшая музыка: Оригинальный саундтрек                     | Джон Барри | • Мишель Легран — «Афера Томаса Крауна»                                                                          |
| Лучшая музыка: Запись песен к фильму, адаптация партитуры | ★ Джонни Грин (адаптация партитуры) — «Оливер!»                                                                  | ★ Джонни Грин (адаптация партитуры) — «Оливер!»                                                                  |
| Лучшая музыка: Запись песен к фильму, адаптация партитуры | • Рэй Хайндорф (адаптация партитуры) — «Радуга Финиана»                                                          | |
| Лучшая музыка: Запись песен к фильму, адаптация партитуры | • Уолтер Шарф (адаптация партитуры) — «Смешная девчонка»                                                         | |
| Лучшая музыка: Запись песен к фильму, адаптация партитуры | • Ленни Хэйтон (адаптация партитуры) — «Звезда!»                                                                 | |
| Лучшая музыка: Запись песен к фильму, адаптация партитуры | • Мишель Легран (музыка и адаптация партитуры), Жак Деми (слова) — «Девушки из Рошфора»                          | |
| Лучшая песня к фильму                                     | ★ The Windmills of Your Mind — «Афера Томаса Крауна» — музыка: Мишель Легран, слова: Алан и Мэрилин Бергман      | ★ The Windmills of Your Mind — «Афера Томаса Крауна» — музыка: Мишель Легран, слова: Алан и Мэрилин Бергман      |
| Лучшая песня к фильму                                     | • Chitty Chitty Bang Bang — «Пиф-паф ой-ой-ой» — музыка и слова: Ричард М. Шерман и Роберт Б. Шерман             | |
| Лучшая песня к фильму                                     | • For Love of Ivy — «Ради любви к плющу» — музыка: Куинси Джонс, слова: Боб Расселл                              | |
| Лучшая песня к фильму                                     | • Funny Girl — «Смешная девчонка» — музыка: Жюль Стайн, слова: Боб Мэррилл                                       | |
| Лучшая песня к фильму                                     | • Star! — «Звезда!» — музыка: Джимми Ван Хэйсен, слова: Сэмми Кан                                                | |
| Лучший монтаж                                             | ★ Фрэнк П. Келлер — «Буллит»                                                                                     | ★ Фрэнк П. Келлер — «Буллит»                                                                                     |
| Лучший монтаж                                             | • Роберт Свинк, Мори Уайнтроб, Уильям Сэндс — «Смешная девчонка»                                                 | |
| Лучший монтаж                                             | • Фрэнк Брэхт — «Странная парочка»                                                                               | |
| Лучший монтаж                                             | • Ральф Кемплен — «Оливер!»                                                                                      | |
| Лучший монтаж                                             | • Фред Р. Фейтшанс мл., Ив Ньюман — «Дикарь на улицах»                                                           | |
| Лучшая операторская работа                                | ★ Паскуалино Де Сантис — «Ромео и Джульетта»                                                                     | ★ Паскуалино Де Сантис — «Ромео и Джульетта»                                                                     |
| Лучшая операторская работа                                | • Гарри Стрэдлинг ст. — «Смешная девчонка»                                                                       | |
| Лучшая операторская работа                                | • Дэниел Л. Фапп — «Полярная станция „Зебра“»                                                                    | |
| Лучшая операторская работа                                | • Освальд Моррис — «Оливер!»                                                                                     | |
| Лучшая операторская работа                                | • Эрнест Ласло — «Звезда!»                                                                                       | |
| Лучшая работа художника                                   | ★ Джон Бокс, Теренс Марш (постановщики), Вернон Диксон, Кен Магглстон (декораторы) — «Оливер!»                   | ★ Джон Бокс, Теренс Марш (постановщики), Вернон Диксон, Кен Магглстон (декораторы) — «Оливер!»                   |
| Лучшая работа художника                                   | • Джордж У. Дэвис, Эдвард Карфанго (постановщики) — «Башмаки рыбака»                                             | |
| Лучшая работа художника                                   | • Борис Левен (постановщик), Уолтер М. Скотт, Ховард Бристоль (декораторы) — «Звезда!»                           | |
| Лучшая работа художника                                   | • Энтони Мастерс, Гарри Ланж, Эрнест Арчер (постановщики) — «Космическая одиссея 2001 года»                      | |
| Лучшая работа художника                                   | • Михаил Богданов, Геннадий Мясников (постановщики), Георгий Кошелев, В. Уваров (декораторы) — «Война и мир»     | |
| Лучший дизайн костюмов                                    | ★ Данило Донати — «Ромео и Джульетта»                                                                            | ★ Данило Донати — «Ромео и Джульетта»                                                                            |
| Лучший дизайн костюмов                                    | • Маргарет Фёрс — «Лев зимой»                                                                                    | |
| Лучший дизайн костюмов                                    | • Филлис Далтон — «Оливер!»                                                                                      | |
| Лучший дизайн костюмов                                    | • Мортон Хаак — «Планета обезьян»                                                                                | |
| Лучший дизайн костюмов                                    | • Дональд Брукс — «Звезда!»                                                                                      | |
| Лучший звук                                               | ★ Shepperton Studio Sound Department — «Оливер!»                                                                 | ★ Shepperton Studio Sound Department — «Оливер!»                                                                 |
| Лучший звук                                               | • Warner Bros.-Seven Arts Studio Sound Department — «Буллит»                                                     | |
| Лучший звук                                               | • Warner Bros.-Seven Arts Studio Sound Department — «Радуга Финиана»                                             | |
| Лучший звук                                               | • Columbia Studio Sound Department — «Смешная девчонка»                                                          | |
| Лучший звук                                               | • 20th Century-Fox Studio Sound Department — «Звезда!»                                                           | |
| Лучшие специальные визуальные эффекты                     | ★ Стэнли Кубрик — «Космическая одиссея 2001 года»                                                                | ★ Стэнли Кубрик — «Космическая одиссея 2001 года»                                                                |
| Лучшие специальные визуальные эффекты                     | • Хэл Миллар, Дж. МакМиллан Джонсон — «Полярная станция „Зебра“»                                                 | |
| Лучший документальный полнометражный фильм                | ★ Путешествие в себя / Journey into Self (продюсер: Билл МакГоу)                                                 | ★ Путешествие в себя / Journey into Self (продюсер: Билл МакГоу)                                                 |
| Лучший документальный полнометражный фильм                | • A Few Notes on Our Food Problem / A Few Notes on Our Food Problem (продюсер: Джеймс Блу)                       | |
| Лучший документальный полнометражный фильм                | • Legendary Champions / Legendary Champions (продюсер: Уильям Кэйтон)                                            | |
| Лучший документальный полнометражный фильм                | • Другие голоса / Other Voices (продюсер: Дэвид Х. Сойер)                                                        | |
| Лучший документальный полнометражный фильм                | • Молодые американцы / Young Americans (продюсеры: Роберт Кон и Александр Грассхофф) (дисквалифицирован)         | |
| Лучший документальный короткометражный фильм              | ★ Почему человек творит? / Why Man Creates (продюсер: Сол Басс)                                                  | ★ Почему человек творит? / Why Man Creates (продюсер: Сол Басс)                                                  |
| Лучший документальный короткометражный фильм              | • The House That Ananda Built / The House That Ananda Built — (продюсер: Фали Билимориа)                         | |
| Лучший документальный короткометражный фильм              | • The Revolving Door / The Revolving Door (продюсер: Ли Р. Бобкер)                                               | |
| Лучший документальный короткометражный фильм              | • A Space to Grow / A Space to Grow (продюсер: Томас П. Келли мл.)                                               | |
| Лучший документальный короткометражный фильм              | • A Way Out of the Wilderness / A Way Out of the Wilderness (продюсер: Дэн Э. Вейсбёрд)                          | |
| Лучший игровой короткометражный фильм                     | ★ Роберт Кеннеди в воспоминаниях / Robert Kennedy Remembered (продюсер: Чарльз Гуггенхейм)                       | ★ Роберт Кеннеди в воспоминаниях / Robert Kennedy Remembered (продюсер: Чарльз Гуггенхейм)                       |
| Лучший игровой короткометражный фильм                     | • Голубка / De Düva: The Dove (продюсеры: Джордж Коу, Сидни Дэвис и Энтони Ловер)                                | |
| Лучший игровой короткометражный фильм                     | • Па-де-де / Pas de deux — (National Film Board of Canada)                                                       | |
| Лучший игровой короткометражный фильм                     | • / Prelude (продюсер: Джон Эстин)                                                                               | |
| Лучшая короткометражка (мультипликация)                   | ★ Винни Пух и ненастный день / Winnie the Pooh and the Blustery Day (продюсер: Уолт Дисней (награждён посмертно) | ★ Винни Пух и ненастный день / Winnie the Pooh and the Blustery Day (продюсер: Уолт Дисней (награждён посмертно) |
| Лучшая короткометражка (мультипликация)                   | • Дом, который построил Джек / La maison de Jean-Jacques (продюсеры: Вульф Кениг и Джим Маккэй)                  | |
| Лучшая короткометражка (мультипликация)                   | • / The Magic Pear Tree (продюсер: Джимми Мураками)                                                              | |
| Лучшая короткометражка (мультипликация)                   | • / Windy Day (продюсеры: Джон Хабли и Фэйт Хабли)                                                               | |

### Специальные награды
| Награда                                                         | Лауреаты |
| --------------------------------------------------------------- | --- |
| Премия за выдающиеся заслуги в кинематографе (Почётный «Оскар») | ★ Джон Чемберс — за выдающиеся достижения в искусстве грима, продемонстрированные в фильме «Планета обезьян». |
| Премия за выдающиеся заслуги в кинематографе (Почётный «Оскар») | ★ Онна Уайт — за выдающиеся достижения в хореографии в процессе создания фильма «Оливер!».                    |
| Награда имени Джина Хершолта                                    | ★ Марта Рэй                                                                                                   |

## Научно-технические награды
| Категории | Лауреаты |
| --------- | --- |
| Class I   | • Филип В. Палмквист (Minnesota Mining and Manufacturing Co.), доктор Герберт Майер (Motion Picture and Television Research Center), Чарльз Д. Стэффелл (Rank Organisation) — за разработку и успешное воплощение системы отражённой проекции фона для комбинированных съёмок. (for the development of a successful embodiment of the reflex background projection system for composite cinematography.) |
| Class I   | • Eastman Kodak Co. — за разработку и внедрение в кинопроизводство цветной обратимой вспомогательной киноплёнки. (for the development and introduction of a color reversal intermediate film for motion pictures.) |
| Class II  | • Дональд В. Норвуд — за проектирование и разработку фотоэкспонометров Norwood. |
| Class II  | • Eastman Kodak Co., Producers Service Co. — за разработку нового высокоскоростного ступенчато-оптического редукционного принтера. |
| Class II  | • Эд Ди Джулио, Нилс Дж. Петерсен, Норман С. Хьюз (Компания по разработке кинопродукции) — за разработку и применение преобразования, которое делает доступной систему зеркального просмотра для кинокамер. |
| Class II  | • Лаборатории оптических покрытий, Inc. (Optical Coating Laboratories, Inc.) — за разработку улучшенного антибликового покрытия для систем фотографических и проекционных линз. |
| Class II  | • Eastman Kodak Co. — за внедрение новой высокоскоростной цветной негативной кинопленки. |
| Class II  | • Panavision, Inc. — за концепцию, дизайн и внедрение 65-мм ручной кинокамеры. |
| Class II  | • Todd-AO Co., Mitchell Camera Co. — за разработку и проектирование ручной кинокамеры Todd-AO. |
| Class III | • Карл В. Хауге, Эдвард Х. Райхард (Consolidated Film Industries), Э. Майкл Мил, Рой Дж. Риденур (Ramtronics) — за разработку автоматического управления экспозицией для ламп печатных машин. |
| Class III | • Eastman Kodak Co., Consolidated Film Industries — за новую прямую позитивную пленку (Eastman Kodak) и за применение этой пленки для изготовления постпродакшн-отпечатков (Consolidated Film). |